# Ruahine Range
De Ruahine Range is een bergketen op het Noordereiland van Nieuw-Zeeland. Het is een van de vele bergketens die parallel lopen aan de oostkust van het eiland tussen de Oostkaap en Wellington.
De Ruahine Range begint ongeveer 15 kilometer ten noordoosten van Palmerston North bij de kloof Manawatu Gorge en loopt ongeveer 100 kilometer in noordoostelijke richting tot aan de Taruarau-rivier. De bergketen is op het breedste punt ongeveer 20 kilometer. De hoogste top, Mangaweka, ligt ongeveer 70 kilometer ten noordoosten van Palmerston North en is met 1733 meter de op een na hoogste niet-vulkanische piek van het Noordereiland.
De andere opmerkelijke piek is Wharite (920 meter), die visueel het zuidelijke eindpunt van de Ruahine Range markeert. Op deze top staat een televisiezendmast.
In enkele ravijnen in het noordwestelijke deel van de bergketen komt de hier endemische plantensoort Acaena rorida voor.